# Jean-Baptiste Lœillet de Gand
Pour les articles homonymes, voir Jean-Baptiste Lœillet.
Jean-Baptiste Lœillet est un compositeur baptisé à Gand (Pays-Bas espagnols) le 6 juillet 1688 et mort à Lyon vers 1720. Il ne doit pas être confondu avec son cousin Jean-Baptiste Lœillet de Londres dont le frère Jacques Lœillet fut également compositeur.

## Biographie
Jean-Baptiste Lœillet de Gand entre au service de l'archevêque de Lyon, où il demeure jusqu'à sa mort. Comme compositeur, il est l'auteur de trois livres de douze sonates chacun pour flûte à bec et continuo op. 1, op. 2 et 4 (Amsterdam ; vers 1710, 1714, 1716), dans le style de Corelli, ainsi que de deux recueils de six sonates chacun pour flûte, hautbois ou violon, et basse continue, op. 5 (1717).

## Hommages
L'astéroïde (13011) Loeillet est nommé en son honneur.